# Masa
Mása (starogrško μᾶζα: māza – ječmenova pita, gruda (testa)) je značilnost fizikalnih teles, ki meri količino snovi telesa. Masa je ena od osnovnih fizikalnih količin in ena osrednjih zamisli klasične mehanike. Je ekstenzivna količina.
Mednarodni sistem enot predpisuje za merjenje mase osnovno enoto kilogram. Še druge enote za merjenje mase so, razvrščene od večjih proti manjšim: tona, funt, unča, gram, karat, miligram.
Strogo gledano se s pojmom masa označuje dve različni značilnosti:
- vztrajnostno. vztrajno ali pospeševalno maso, ki je merilo za vztrajnost telesa, torej njegovo upiranje spremembi stanja ob delovanju sile. Telo z majhno vztrajnostno maso lahko spremeni svoje gibanje, telo z veliko pa težje.
- težnostno ali težko maso, ki je merilo za jakost delovanja gravitacije na telo. V enakem gravitacijskem polju deluje na telesa z manjšo težnostno maso manjša sila teže kot na telesa z večjo težnostno maso.

Eksperimentalno so potrdili zelo dobro ujemanje med težnostno in vztrajnostno maso, čeprav se oba pojma pojmovno razlikujeta.

## Vztrajnostna masa
Vztrajnostno maso se določi iz Newtonovih zakonov gibanja, ki so del klasične mehanike. Če se pozna vztrajnostno maso nekega telesa, se lahko izračuna vztrajnostno maso kateregakoli drugega telesa tako, da telesi delujeta drug na drugega s silo. Po Newtonovem zakonu o vzajemnem učinku sta sili, s katerimi delujeta telesi eno na drugo, po velikosti enaki, po znaku pa nasprotni. Tako se lahko preučuje kako se različna telesa obnašajo pod vplivom podobnih sil.
Denimo, da se obravnavata telesi A in B. Masa prvega, mA je poznana, maso drugega, mB pa se želi določiti. Predpostavi se tudi, da se masi s časom ne spreminjata. Če se lahko izloči vpliv vseh ostalih sil, je telesa B edina sila, ki deluje na A. Označi se jo z FAB. Podobno je sila A edina sila, ki deluje na B; to se označi s FBA. Po Newtonovem zakonu velja:
{\displaystyle F_{AB}=m_{A}a_{A}\!\,,}
{\displaystyle F_{BA}=m_{B}a_{B}\!\,.}
pri čemer sta aA in aB pospeška teles A in B. Ta morata biti od nič različna, če naj bodo sile od nič različne. To se lahko doseže denimo s trkom dveh teles in meritvijo količin med trkom.
Po Newtonovem zakonu o vzajemnem učinku sta sili nasprotno enaki:
{\displaystyle F_{AB}=-F_{BA}\!\,.}
Če se v to enačbo vstavi gornje izraze, se dobi za masi zvezo:
{\displaystyle m_{B}={a_{A} \over a_{B}}m_{A}\!\,.}
Odtod se lahko določi mB, če se pozna mA in se lahko izmeri pospeška aA in aB. Slednji mora biti od nič različen, sicer vrednost mB ni definirana.
V dosedanji razpravi se je predpostavilo, da se masi s časom ne spreminjata (posledice, ki jih prinese posebna teorija relativnosti, se bodo omenile v nadaljevanju). To je ena osnovnih predpostavk, znana kot zakon o ohranitvi mase, ki temelji na tem, da se snovi ne da uničiti, niti se je ne da ustvariti iz nič, lahko se jo le deli ali preoblikuje. Včasih je vseeno primerno, da se obravnava maso kot količino, ki se s časom spreminja, npr. masa rakete, ki porablja gorivo. Vendar pa se je treba zavedati, da gre za približek, ki temelji na zanemarjanju delcev, ki vstopijo v sistem ali ga zapustijo – v tem primeru so to zgoreli delci raketnega goriva. Če bi se merilo skupno maso rakete in zgorelega goriva, bi se ta ohranjala.

## Težnostna masa
Naj imata telesi A in B na medsebojni razdalji rAB masi MA in MB. Tedaj po Newtonovem splošnem zakonu o težnosti velja, da telesi druga na drugo delujeta s silo, ki je po velikosti enaka:
{\displaystyle |F|=\kappa {\frac {M_{A}M_{B}}{|r_{AB}|^{2}}}\!\,.}
Pri tem je κ gravitacijska konstanta. Zgornji zakon se lahko zapiše še v posebni obliki za težnostno silo Zemlje, tako da se zbere skupaj κMB/rAB. Omenjeni produkt – MB naj označuje Zemljino maso, rAB pa njen polmer – ima enoto pospeška; navadno se ga označi z g in se imenuje težnostni pospešek. Silo, s katero deluje zemeljska težnost na telo z maso M, se lahko zdaj zapiše enostavneje:
{\displaystyle |F|=Mg\!\,.}
To je osnova merjenja mase. V preprosti kopalniški tehtnici je vzmet, za katero velja Hookov zakon, torej da je njeno podaljšanje sorazmerno sili teže. Tehtnice so že kalibrirane tako, da upoštevajo težnostni pospešek g in sili priredijo ustrezno maso, tako da se lahko na skali preprosto prebere maso.

## Enakost težnostne in vztrajnostne mase
Vsi dosedanji poskusi z veliko točnostjo kažejo, da se težnostna in vztrajnostna masa ujemata. Ti poskusi so pravzaprav preskusi dobro znanega pojava, ki ga je prvi opazil in opisal Galileo Galilei, namreč da predmeti padajo enako hitro ne glede na svojo maso, če nanje ne delujejo zunanji vplivi, kot sta upor ali trenje. Naj se predstavlja telo z vztrajnostno maso m in težnostno maso M. Če je sila težnosti edina sila, ki deluje na to telo, se bo to v težnostnem polju gibalo s pospeškom a:
{\displaystyle a={\frac {M}{m}}g\!\,.}
Vsi predmeti v istem težnostnem polju padajo enako hitro tedaj in le tedaj, kadar je razmerje med težnostno in vztrajnostno maso vedno enako neki konstanti. Če to drži, se lahko to konstanto s primerno izbiro spremenljivk postavi na 1. (Glej gravitacijska fizika).

## Masa in posebna teorija relativnosti
Posebna teorija relativnosti je vpeljala pojem mirovne mase, navadno označene z {\displaystyle m_{0}}. To je vztrajnostna masa telesa, merjena v inercialnem koordinatnem sistemu, izbranem tako, da v njem telo miruje. Prej opisani postopek določanja vztrajnostne mase še vedno velja, če so hitrosti obeh teles dovolj majhne v primerjavi s hitrostjo svetlobe, tako da še veljajo zakoni klasične mehanike.
V relativistični mehaniki je masa telesa povezana z njegovo energijo E in gibalno količino p:
{\displaystyle {E^{2} \over c^{2}}=m_{0}^{2}c^{2}+p^{2}\!\,.}
Enačbo se lahko prepiše v obliko:
{\displaystyle E=m_{0}c^{2}{\sqrt {1+({p \over m_{0}c})^{2}}}\!\,.}
V limiti, kjer veljajo zakoni klasične mehanike, je člen p dosti manjši od člena {\displaystyle m_{0}c}, tako da se lahko kvadratni člen razvije v Taylorjevo vrsto:
{\displaystyle E=m_{0}c^{2}+{p^{2} \over 2m_{0}}+\ldots \!\,}
Vodilni člen, ki je po velikosti največji, je tako imenovana mirovna energija telesa. Telo z maso, različno od nič, ima vedno vsaj to energijo, ne glede na svojo gibalno količino. Mirovne energije se pri mehanskih poskusih ne da spreminjati, lahko pa se spreminja pri procesih, kot sta razpad ali zlijte jedra. Drugi člen v razvoju je kar kinetična energija, kar se lahko hitro vidi, če se v enačbo vstavi definicijo gibalne količine:
{\displaystyle p=m_{0}v\!\,,}
s čimer se dobi:
{\displaystyle E=m_{0}c^{2}+{\frac {m_{0}v^{2}}{2}}+\ldots \!\,.}
Relativistično zvezo med maso, energijo in gibalno količino se lahko uporabi tudi za opis delcev brez mase (npr. fotonov, kvantov svetlobe), kjer klasična mehanika odpove. Kadar velja m=0, se zgornja zveza poenostavi v:
{\displaystyle E=pc\!\,,}
kjer je p relativistična gibalna količina.